# Парадайз (Невада)
Парадайз (англ. Paradise) — переписна місцевість (CDP) в США, в окрузі Кларк штату Невада. Населення — 191 238 осіб (2020). Прилягає на півдні до міста Лас-Вегас.
На території Парадайзу розташовані міжнародний аеропрорт Лас-Вегаса, Невадський університет та практично весь Лас-Вегас-Стріп (від вулиці Сансет на півдні до Дезерт Ін на півночі), де розташовані найбільші готелі та казино Лас-Вегаса, та мультимедійна Сфера на Венеціанському курорті.

## Географія
Парадайз розташований за координатами 36°4′50″ пн. ш. 115°8′13″ зх. д. / 36.08056° пн. ш. 115.13694° зх. д. (36.080689, -115.136839).  За даними Бюро перепису населення США в 2010 році переписна місцевість мала площу 121,00 км², уся площа — суходіл.

## Демографія
Згідно з переписом 2010 року, у переписній місцевості мешкало 223 167 осіб у 90 096 домогосподарствах у складі 50 147 родин. Густота населення становила 1844 особи/км².  Було 114296 помешкань (945/км²).
Расовий склад населення:
| - 59,8 % — білих - 9,5 % — азіатів - 8,9 % — чорних або афроамериканців - 1,0 % — вихідців з тихоокеанських островів - 0,8 % — корінних американців - 14,6 % — осіб інших рас |

До двох чи більше рас належало 5,5 %. Частка іспаномовних становила 31,2 % від усіх жителів.
За віковим діапазоном населення розподілялося таким чином: 21,6 % — особи молодші 18 років, 67,3 % — особи у віці 18—64 років, 11,1 % — особи у віці 65 років та старші. Медіана віку мешканця становила 36,0 року. На 100 осіб жіночої статі у переписній місцевості припадало 107,3 чоловіків;  на 100 жінок у віці від 18 років та старших — 108,1 чоловіків також старших 18 років.
Середній дохід на одне домашнє господарство  становив 58 146 доларів США (медіана — 43 911), а середній дохід на одну сім'ю — 67 512 долари (медіана — 53 510). Медіана доходів становила 37 319 доларів для чоловіків та 34 496 доларів для жінок. За межею бідності перебувало 17,1 % осіб, у тому числі 23,5 % дітей у віці до 18 років та 10,3 % осіб у віці 65 років та старших.
Цивільне працевлаштоване населення становило 110 872 особи. Основні галузі зайнятості: мистецтво, розваги та відпочинок — 35,1 %, освіта, охорона здоров'я та соціальна допомога — 12,8 %, роздрібна торгівля — 11,4 %, науковці, спеціалісти, менеджери — 11,3 %.